# منتخب نيجيريا لكرة القدم للسيدات
منتخب نيجيريا لكرة القدم للسيدات هو الفريق النسائي لكرة القدم لدولة نيجيريا، يعتبر الفريق من أقوى المنتخبات الإفريقية على الإطلاق حيث أن الفريق الأكثر تتويجا ببطولة كاس الأمم الإفريقية برصيد 10 ألقاب، وكذلك الفريق الإفريقي الوحيد الذي شارك في كل بطولات كأس العالم لكرة القدم للسيدات.

## المشاركات في البطولات

### كاس العالم
| نهائيات كأس العالم | نهائيات كأس العالم | نهائيات كأس العالم | نهائيات كأس العالم | نهائيات كأس العالم | نهائيات كأس العالم | نهائيات كأس العالم | نهائيات كأس العالم | نهائيات كأس العالم |
| السنة              | النتيجة            | المركز             | لعب                | فاز                | تعادل              | خسر                | له                 | عليه               |
| ------------------ | ------------------ | ------------------ | ------------------ | ------------------ | ------------------ | ------------------ | ------------------ | ------------------ |
| 1991               | دور المجموعات      | 10                 | 3                  | 0                  | 0                  | 3                  | 0                  | 7                  |
| 1995               | دور المجموعات      | 11                 | 3                  | 0                  | 1                  | 2                  | 5                  | 14                 |
| 1999               | التصفيات           | 7                  | 4                  | 2                  | 0                  | 2                  | 8                  | 12                 |
| 2003               | دور المجموعات      | 15                 | 3                  | 0                  | 0                  | 3                  | 0                  | 11                 |
| 2007               | دور المجموعات      | 13                 | 3                  | 0                  | 1                  | 2                  | 1                  | 4                  |
| 2011               | دور المجموعات      | 9                  | 3                  | 1                  | 0                  | 2                  | 1                  | 2                  |
| 2015               | دور المجموعات      | 21                 | 3                  | 0                  | 1                  | 2                  | 3                  | 6                  |
| المجموع            | 7/7                | -                  | 19                 | 3                  | 2                  | 14                 | 18                 | 56                 |

### الأوليمبيات
| السنة   | النتيجة       | المباريات | فاز     | تعادل   | خسر     | له      | عليه    |         |
| ------- | ------------- | --------- | ------- | ------- | ------- | ------- | ------- | ------- |
| 1996 ‏   | لم يصعد       | لم يصعد   | لم يصعد | لم يصعد | لم يصعد | لم يصعد | لم يصعد | لم يصعد |
| 2000    | دور المجموعات | 3         | 0       | 0       | 3       | 3       | 9       |         |
| 2004    | ربع النهائي   | 3         | 1       | 0       | 2       | 3       | 4       |         |
| 2008    | دور المجموعات | 3         | 0       | 0       | 3       | 1       | 5       |         |
| 2012    | لم يصعد       | لم يصعد   | لم يصعد | لم يصعد | لم يصعد | لم يصعد | لم يصعد | لم يصعد |
| 2016    | لم يصعد       | لم يصعد   | لم يصعد | لم يصعد | لم يصعد | لم يصعد | لم يصعد | لم يصعد |
| المجموع | 3/6           | 9         | 1       | 0       | 8       | 7       | 18      |         |

### كأس الأمم الإفريقية
| كأس الأمم الإفريقية للسيدات | كأس الأمم الإفريقية للسيدات | كأس الأمم الإفريقية للسيدات | كأس الأمم الإفريقية للسيدات | كأس الأمم الإفريقية للسيدات | كأس الأمم الإفريقية للسيدات | كأس الأمم الإفريقية للسيدات | كأس الأمم الإفريقية للسيدات |
| Year                        | Round                       | GP                          | W                           | D                           | L                           | GS                          | GA                          |
| --------------------------- | --------------------------- | --------------------------- | --------------------------- | --------------------------- | --------------------------- | --------------------------- | --------------------------- |
| 1991                        | البطل                       | 6                           | 6                           | 0                           | 0                           | 20                          | 2                           |
| 1995                        | البطل                       | 6                           | 6                           | 0                           | 0                           | 27                          | 2                           |
| 1998                        | البطل                       | 5                           | 5                           | 0                           | 0                           | 28                          | 0                           |
| 2000                        | البطل                       | 5                           | 4                           | 1                           | 0                           | 19                          | 2                           |
| 2002                        | البطل                       | 5                           | 4                           | 0                           | 1                           | 15                          | 2                           |
| 2004                        | البطل                       | 5                           | 4                           | 1                           | 0                           | 18                          | 2                           |
| 2006                        | البطل                       | 5                           | 5                           | 0                           | 0                           | 18                          | 2                           |
| 2008                        | المركز الثالث               | 5                           | 1                           | 3                           | 1                           | 3                           | 3                           |
| 2010                        | البطل                       | 5                           | 5                           | 0                           | 0                           | 19                          | 4                           |
| 2012                        | المركز الرابع               | 5                           | 3                           | 0                           | 2                           | 8                           | 4                           |
| 2014                        | البطل                       | 5                           | 5                           | 0                           | 0                           | 16                          | 3                           |
| 2016                        | البطل                       | 5                           | 4                           | 1                           | 0                           | 13                          | 1                           |
| المجموع                     | 9 ألقاب                     | 57                          | 48                          | 5                           | 4                           | 191                         | 26                          |

### الألعاب الإفريقية
| السنة | النتيجة       |
| ----- | ------------- |
| 2003  | البطل         |
| 2007  | البطل         |
| 2011  | لم يصعد       |
| 2015  | المركز الرابع |

## وصلات خارجية
- الموقع الرسمي